# Викторова, Татьяна Владимировна
Татья́на Влади́мировна Ви́кторова (при рождении Кура́ева; род. 15 марта 1971, Тюмень) — российский и французский литературовед, журналистка и переводчица

. Специалист по истории культуры русской эмиграции, кандидат филологических наук (1999), доцент (HDR) Страсбургского университета в области сравнительного литературоведения. Главный редактор Вестника русского христианского движения.

## Биография
Окончила Тюменский государственный университет. В 1999 году защитила в Московском государственном университете кандидатскую диссертацию по возрождению жанра средневековой мистерии в XX веке в европейской литературе.
В 2000 году переехала во Францию. Тогда же стала секретарём редакции журнала «Вестника РХД». В 2001—2003 годы преподавала в Институте гуманитарных наук в Лионе. С 2004 доцент по сравнительной литературе в Страсбургском университете.
В 2015 году подписала обращение «За правду и за демократию в России и Украине».
В 2016 году после смерти Никиты Струве стала главным редактором «Вестника РХД». Первым номером журнала, вышедшим под её редакцией, стал № 206.

## Публикации
статьи
- «Руководитель, друг, отец»: мать Мария (Скобцова) и прот. Сергий (Булгаков) // С. Н. Булгаков: Религиозно-философский путь: международная научная конференция, посвященная 130-летию со дня рождения, 5-7 марта 2001 г. — М. : Русский путь, 2003. — 524 с. : фот. ; 21 см. — (Библиотека-фонд «Русское зарубежье»: материалы и исследования). — С. 312—330
- Паломничество в Равенсбрюк // Вестник РХД. 2008. —№ 193. — С. 300.
- «Религиозное и свободное творчество»: историософия матери Марии и «Православное дело» на пороге третьего тысячелетия : Доклад на вечере памяти матери Марии в Преображенском братстве // Вестник русского христианского движения. — 2012. — № 200 — С. 120—141
- «Религиозное свободное творчество»: историософия матери Марии и «Православное дело» на пороге третьего тысячелетия // Духовное наследие матери Марии (Скобцовой): Настоящее и будущее церкви: материалы международной богословской конференции (Москва — Московская область, 27 декабря 2011 года). — Тверь : Спасское, Свято-Мариинское и Боголюбское малые православные братства, 2016. — 74 с. — С. 12-31
- «Страна насилия и прекрасных глаз»: Луи Арагон о посещении советского Урала // Новейшая история России. 2012. — № 3. — С. 157—167
- В поисках христианского Эсхила: Г. П. Федотов о христианской трагедии в Европе // Вестник русского христианского движения. 2012. — № 199 — С. 64-77
- «Возвращение к истокам Движения: актуальность наследия о. Сергия Булгакова». Съезд РСХД в Луази // Вестник русского христианского движения. 2012. — № 199 — С. 224—227
- «Нет, не удаленье, а приближенность новая ко всем» : Мать Мария о поездках по Прибалтике (1932) / Т. Викторова // Вестник русского христианского движения. 2013. — № 201 — С. 44-58
- Выставка и конференция «Творчество Мишеля Винавера: между Францией, Америкой и Россией» // Ежегодник Дома русского зарубежья имени Александра Солженицына. 2016. — № 6 — С. 745—749 (в соавторстве с С. Н. Дубровиной)
- «Felt time» and «built Time» in the Russian and French literatures in XX century // RLC-revue de litterature comparee. 2016. — № 357. — P. 106—110.
- «Réinventions du mythe national : de la Plaisanterie de Kundera au Nombril du monde d’Andonovski», Colloque international Réécritures de l’Histoire en Europe centrale et orientale après 1989, Université de Nancy, 18-20 avril 2016. PUN, 2018.
- Meetings with Russia // Europe-revue litteraire mensuelle. 2018. — № 1067. — P. 95-101.
- «Hourra, l’Oural ! de Louis Aragon : le dialogue poétique avec Maïakovski». Aragon à l’international, sous la direction d’Erwan Caulet, Corinne Grenouillet et Patricia Principalli, Presses Universitaires de Strasbourg, 2018, coll. "Recherches croisées Aragon / Elsa Triolet " n° 16.
- «Faire passer» : la Russie visible et invisible de Philippe Jaccottet (Après beaucoup d’années), in Philippe Jaccottet : poésie et altérité (sous la direction de Michèle Finck et Patrick Werly)
- «Для них соткала я широкий Покров»: Анна Ахматова и мать Мария (Скобцова) // Вестник русского христианского движения. 2018. — № 209 — С. 137—157
- «Неузнанной еще вернусь я к вам»: Судьба поэзии матери Марии в постсоветской России и во Франции // Studia Litterarum. 2018. — Том 3. — № 2. — С. 196—228

составление, редактура
- Братство Святой Софии. Материалы и документы. 1923—1939 / Сост. Никита Струве. Подг. текста, прим. Т. В. Викторовой. — М.-Париж: YMCA-Press, Русский путь, 2000.
- Жизнь и житие священника Димитрия Клепинина 1904—1944 / Сост. Никита Струве. Подг. текста, прим. Т. В. Викторовой. — М.: Русский путь, 2004.
- Преподобный Сергий в Париже. История Парижского Свято-Сергиевского православного богословского института / Сост. о. Борис Бобринский, Татьяна Викторова. — СПб.: Росток, 2010. — 709 с. — ISBN 9785946680752.
- Встречи с матерью Марией: Неверующая о святой / Д. Десанти; пер. и перераб. для рус. изд. Т. Викторова. — СПб. : Алетейя, 2011. — 208 с. : фот. ; 20 см. — ISBN 978-5-91419-472-4
- Мать Мария (Скобцова; Кузьмина-Караваева, Е. Ю.). Собрание сочинений: В 5 кн. — Paris, Москва: YMCA-Press; Русский путь; Книжница, 2012.
- Русское присутствие в творчестве французских писателей русского происхождения: Россия видимая и невидимая: материалы Международной научной конференции, Дом русского зарубежья им. А. Солженицына, Москва, 19-20 ноября 2012 года / Дом русского зарубежья им. А. Солженицына, Страсбургский ун-т; [сост. Викторова Т. В., Дубровина С. Н.]. — Москва : Дом русского зарубежья им. Александра Солженицына, 2014. — 117 с.; 21 см; ISBN 978-5-98854-050-2
- Творчество Мишеля Винавера: между Францией, Америкой и Россией = L’oeuvre de Michel Vinaver: entre la France, l’Amérique et la Russie : международная научная конференция, Москва, 16-17 октября 2015 г. / Дом русского зарубежья имени Александра Солженицына, Страсбургский университет, Французский институт в России; [составление, научная редакция Т. В. Викторовой, С. Н. Дубровиной]. — Москва: Дом русского зарубежья им. Александра Солженицына, 2017. — 378, [1] с.; ISBN 978-5-98854-061-8 : 500 экз.
- " Archipel du GOULag " : histoire d’un séisme littéraire — " Архипелаг ГУЛаг ". История литературного взрыва. Catalogue bilingue de l’exposition au centre culturel Soljenitsyne (11, rue de la Montagne Saint- Géneviève à Paris). Paris, Ymca-Press, 2018.
- Мария (Скобцова). Россия и эмиграция: Жития святых. Религиозно-философские очерки. Ранняя публицистика. Письма и записные книжки / Мать Мария; сост. Т. В. Викторова; сост., авт. предисл., авт. примеч. Н. В. Ликвинцева; авт. примеч. Л. В. Крошкина. — М. : Русский путь ; Париж : YMCA-Press, 2019. — 808 с. : ил. ; 24. — ISBN 978-5-85887-515-4
- Cytology & genetics : (manual) / T. V. Victorova, K. V. Danilko ; Federal state budgetary educational institution of higher education «Bashkir state medical university» of the Ministry of healthcare of the Russian Federation (FSBEI HE BSMU MOH Russia). — Ufa : FSBEI HE BSMU MOH Russia, 2019. — 184 с. — ISBN 978-5-907209-03-9. — 520 экз.

монографии
- Mystère en Europe : de Mallarmé à Brodsky. Ouvrage inédit, 560 p. à paraitre aux éditions Classiques Garnier.
- Anna Akhmatova — Requiem pour l’Europe. Gollion : Infolio, 2010, 224 p.
- Typologie du genre du Mystère dans les dramaturgies anglaise et russe de la Ière moitié du XXe siècle (Ch. Willams, D. L. Sayers, Ch. Fray et E. Kuzmina — Karavaeva), Thèse de doctorat. Moscou, Université Lomonossov de Moscou (MGU), soutenue en décembre 1999, 245 p.